# Graham Dry

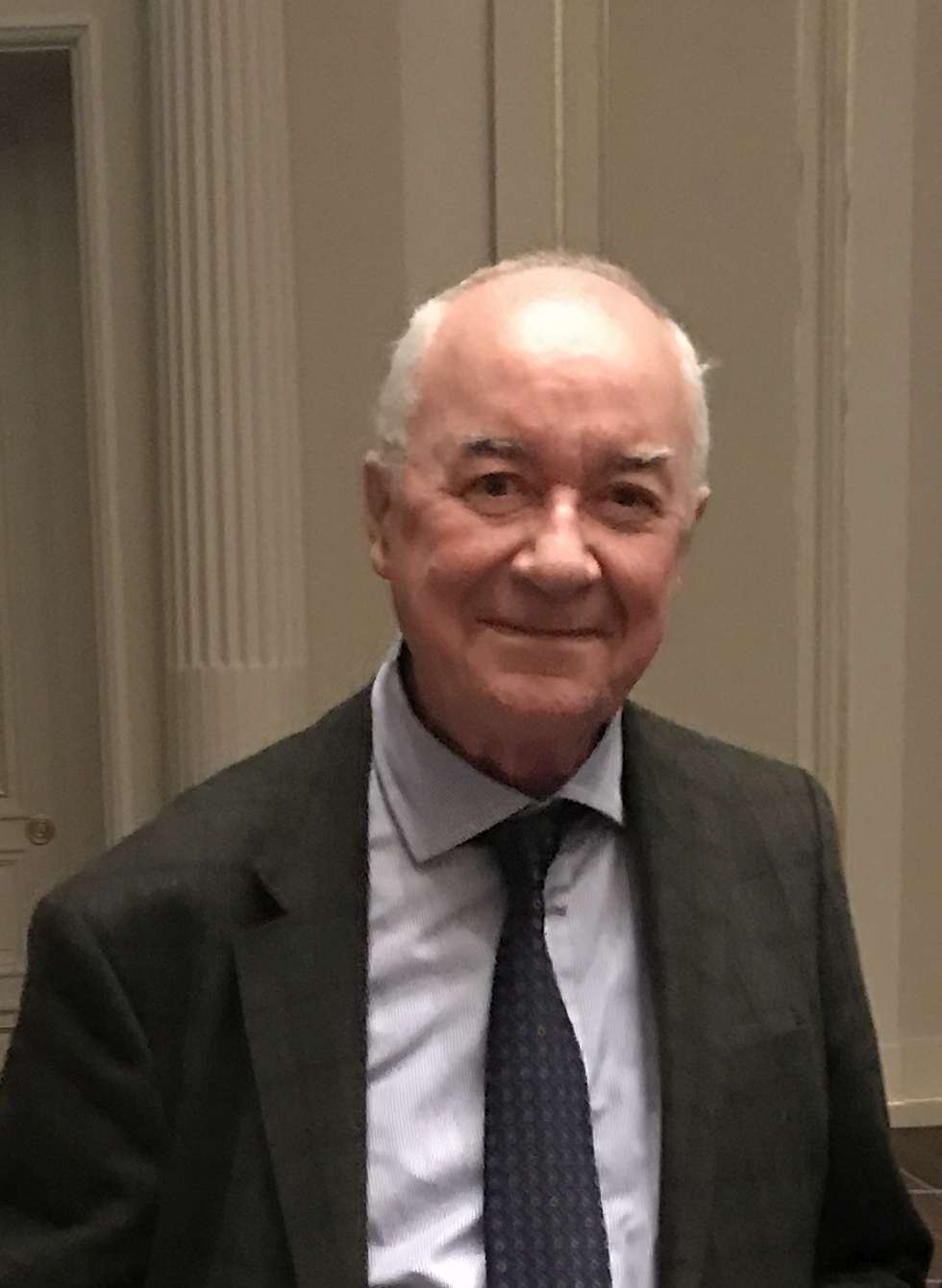
Graham Dry 2019

Graham Dry (* 25. April 1944 in Grantham, England) ist ein in München wirkender Kunsthistoriker, Kunstsachverständiger und Bibliophiler. Er war Schüler am Hurstpierpoint College, W. Sussex und studierte Romanistik und Germanistik am Christ Church College, Oxford, sowie Kunstgeschichte, klassische Archäologie und Italienisch an der Ludwig-Maximilians-Universität München. Seit 1971 ist er in München ansässig. Bis 2012 war er in München im Kunsthandel tätig, zuletzt bis 2010 zusammen mit seiner Frau Beate Dry-von Zezschwitz als Mitinhaber des Auktionshauses Von Zezschwitz Kunst und Design. Seit 1984 hatte er beratende Tätigkeiten unter anderem für The Wolfsonian, Miami Beach, die American Federation of Arts, New York, das British Museum, das Victoria & Albert Museum und das Los Angeles County Museum of Art.
Er ist Buchautor und veröffentlichte seit 1979 zahlreiche Beiträge für Kunstzeitschriften – u. a. Pantheon, WELTKUNST, Die Kunst und das Schöne Heim, Antiquitäten-Zeitung, KUNST und AUKTIONEN, Burlington Magazine, Connoisseur, Apollo, Sammler Journal, The Art Newspaper, Einband-Forschung – und Ausstellungskataloge zu den Themen der deutschen und mitteleuropäischen Geschichte des Kunstgewerbes des 19. und 20. Jahrhunderts, vor allem zu Kunst, Kunstgewerbe und Künstler in München um 1900, darunter u. a. Ludwig Vierthaler, Johann Vierthaler, Theodor Schmuz-Baudiss, die Debschitz-Schule, Bugholzmöbel, die Keramischen Werkstätten München-Herrsching, Alphonse Mucha, Ludwig Hohlwein, Katharine Schäffner, Gertraud von Schnellenbühel, Käte Vesper(-Waentig), Dora Brandenburg-Polster, Wera von Bartels, Auguste Mährlen, Sophie Burger-Hartmann, Marie von Ortloff, Marga Jess, Minna Vollnhals, Emmy von Egidy und Charlotte Krause. 2006 bis 2008 war er Mitglied des Expertenteams bei der SWR-Fernsehsendung 'echt antik?!' und seit den frühen Achtzigerjahren hat er als erster Zeitschriftenexperte dieser Art dreißig Jahre lang für das 'Sammler Journal', später auch für den 'Trödler', alle von den Lesern eingeschickten Fotos von Kunstobjekten identifiziert und begutachtet. 2016 gelang ihm der Nachweis in einem Beitrag für die Zeitschrift 'Einband-Forschung', hrsg. von der Staatsbibliothek Berlin, dass die Quelle für den weltberühmten Farbholzschnitt von Peter Behrens, 'Kuß', 1898, eine entsprechende Stelle in Schopenhauers 'Die Welt als Wille und Vorstellung', 1819, sei (Dry, Nietzsche-Kult, 2016, S. 13–15).
Er baute seit 1968 eine ca. 11.000 Bände umfassende Sammlung von Bucheinbänden mit Verlagseinbänden und Buchumschlägen sowie mit Buchschmuck zum deutschen Jugendstil auf. Sie enthält eine große Anzahl von Bucheinbänden, die von Künstlern wie Peter Behrens, Hans Eduard von Berlepsch-Valendas, Otto Eckmann, August Endell, Rudolf Koch, Hermann Obrist, Walter Tiemann, Johann Vincenz Cissarz  oder Henry van de Velde gestaltet wurden. Ebenso sind zahlreiche weniger bekannte Künstler vertreten. 2018 erwarb die Staatsbibliothek zu Berlin diese Sammlung, die damit die Bestände ihrer Einbandsammlung und in ihrem Zeitsegment der Sammlung Deutscher Drucke ergänzt.
Im Jahre 2022 veröffentlichte er einen Aufsatz 'Das Hof-Atelier Elvira: München unter Wasser und die 'Neue Frau', in dem das über 120-jährige Rätsel um die Bedeutung des berühmten Fassadenreliefs auf August Endells 'Hof-Atelier Elvira' in der Von-der-Tann-Str. 15 in München, endlich gelöst wurde: Es handelt sich nicht, wie traditionell angenommen, um ein rein abstraktes Gebilde als Darstellung von Energiekräften und somit als erstes Bild der Abstraktion in der Kunst, sondern um die Verschmelzung und Verfremdung in plastischer Form von zwei weltberühmten Vorlagen: der Farbholzschnitt 'Die große Welle von Kanagawa', von Katsushika Hokusai, Tokio 1830-2, und Sandro Botticellis Gemälde 'Die Geburt der Venus', Florenz um 1485, das Ganze als Sinnbild der nach vorne erfolgreich gegen die Männerdominanz drängenden Frauenbewegung, in der die Inhaberinnen des „Hof-Atelier Elvira“, die Hof-Photographinnen Sophia Goudstikker und Anita Augspurg, eine hervorragende Rolle spielten.

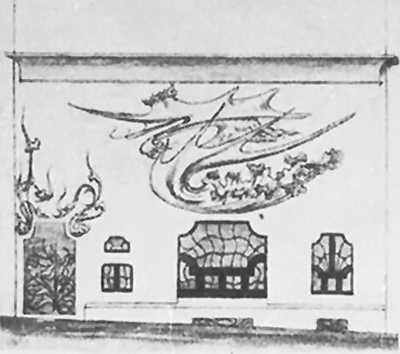
Entwurfszeichnung Endells
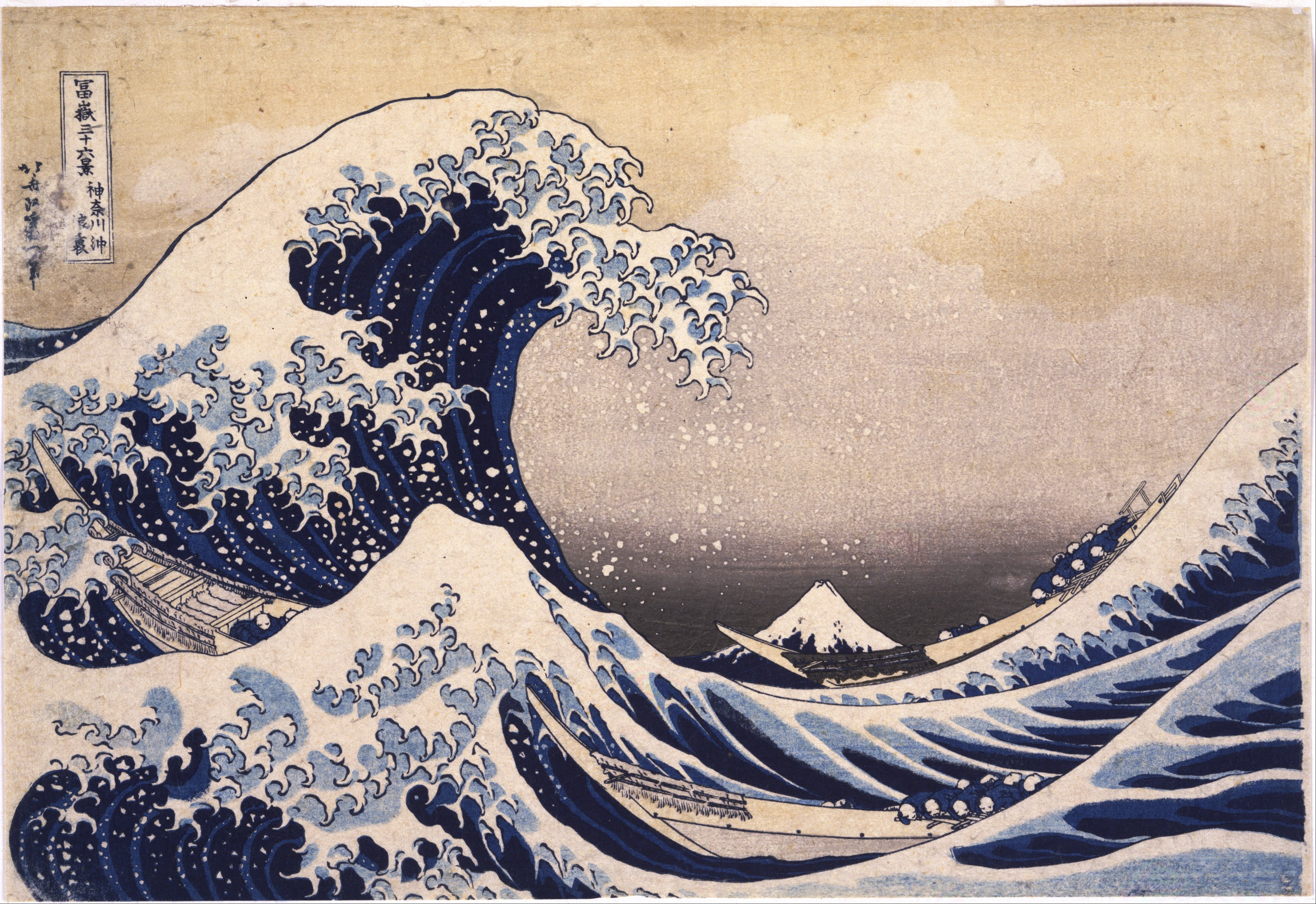
Katsushika Hokusai – Die große Welle vor Kanagawa
Sandro Botticelli – Die Geburt der Venus
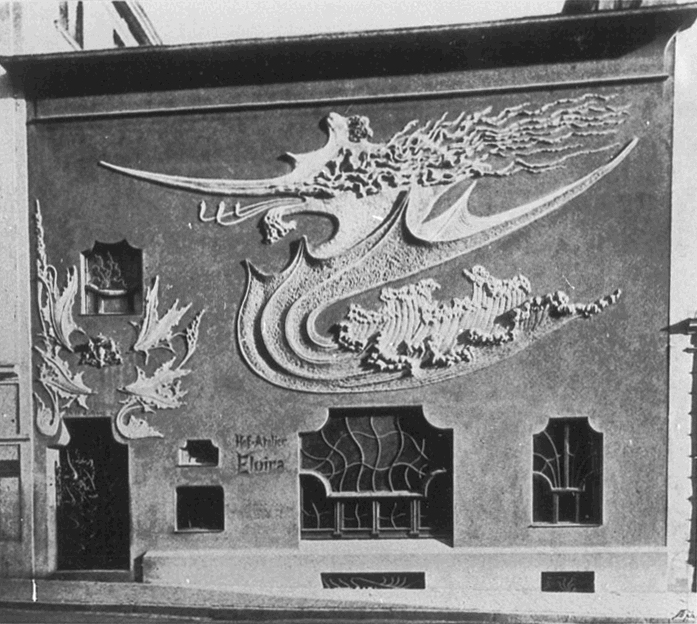
Die fertig ausgeführte Fassade (um 1900)

## Publikationen in Auswahl
- [Zu Thomas Manns Novella 'Gladius Dei', 1902]. Die Madonna im Schaufenster - Ein Versteckspiel Thomas Manns, Teil 2, in: KUNST & AUKTIONEN, Berlin, Nr. 20, 6. Dezember 2024, S. 26–7.
- Maurice Biais, Paris und der Insel Verlag, Leipzig: Eine unerwartete Quelle für die Nietzsche-Symbolik von Peter Behrens, Darmstadt 1901, in: Einband-Forschung, Nr. 51, Berlin, Oktober 2024, S. 42–47.
- Modernes Design: wirklich? Peter Behrens und seine Tee- und Wasserkocher für die AEG, Berlin, in: KUNST UND AUKTIONEN, Berlin, Nr. 17, 18. Oktober 2024, S. 34–5.
- Besuch von einer eleganten Dame: Das Plakat von Maurice Biais für 'La Maison Moderne' , Paris 1900. https://www.weltkunst.de/kunstwissen/2024/08/besuch-von-einer-eleganten-dame-maurice-biais. Erschienen in KUNST UND AUKTIONEN, Berlin, Nr. 12/2024, S. 24–5.
- Das Hof-Atelier Elvira: München unter Wasser und die „Neue Frau“, in: Ingvild Richardsen (Hg.): Die modernen Frauen des Atelier Elvira in München und Augsburg 1887–1908, Volk Verlag, München 2022, S. S. 174–193.
- Orchideen als Buchschmuck: Aus einer Sammlung deutscher Jugendstileinbände. In: Einband-Forschung. Nr. 43, September 2018, S. 44–51.
- Unter der Lupe – Eine Bronzebüste von Alphonse Mucha, in: Kunst und Auktionen, Nr. 2, 3. Februar, Berlin 2017, S. 40–43.
- Nietzsche-Kult und das Recht auf neue Schönheit. Peter Behrens und die Verlagseinbände der Darmstädter Künstlerkolonie 1899–1914. In: Einband-Forschung. Berlin, Nr. 38, April 2016, S. 9–32.
- Einfach sitzen - Margarete Junge und ihre Gartenmöbel, in: Margarete Junge. Künstlerin und Lehrerin im Aufbruch in die Moderne, Hrsg. Marion Welsch u. Jürgen Vietig, Sandstein Verlag Dresden 2016, S. 60–9.
- Die Debschitz-Schule: Eine neue Schule im Stil der Zeit', in: Ab nach München! Künstlerinnen um 1900', Hrsg. Antonia Voit, Münchner Stadtmuseum, München 2014-5, S. 188–197.
- Biografien von 18 Künstlerinnen, in: Ab nach München! Künstlerinnen um 1900', Hrsg. Antonia Voit, Münchner Stadtmuseum, München 2014-5.
- Internationale Beiträge zum deutschen Verlagseinband um 1900. In: Einband-Forschung. Nr. 30, April 2012, S. 66–74.
- Jugendstil in München: Weltstil ohne Heimat, in: Stuckvilla, Jubiläumsmagazin, Hrsg. Michaela Buhrs und Roland Wenninger, Museum Villa Stuck, München 2012, S. 21–5.
- Keramische Werkstätten München-Herrsching, in: Die Jugend der Moderne – Art Nouveau und Jugendstil, Meisterwerke aus Münchner Privatbesitz, Hrsg. Margot Th. Brandlhuber, Graham Dry, Martin Eidelberg und Alfred Ziffer, Museum Villa Stuck, München 2010, S. 489–91.
- Eine unbekannte Brecht-Bronze, in: Dreigroschenheft : Informationen zu Bertolt Brecht, Heft 2, Augsburg 2008, S. 33–36.
- Christian Ferdinand Morawe, Ein Jugendstilkünstler in München, Darmstadt und Berlin, in: Cultor, Das Magazin für Stadt- und Kulturgeschichte, München, Sept.- bis Nov.-Heft 2006, S. 20–21.
- Buchkunst in Dresden. In: Jugendstil in Dresden – Aufbruch in die Moderne. Hrsg. Gisela Haase u. a., Staatliche Kunstsammlungen, Kunstgewerbemuseum Dresden 1999, S. 130-6, mit Katalog der ausgestellten Bücher, S. 191–7.
- Krüge für München – Herstellung, Veredelung und Vertrieb, in: Das Münchner Kindl – Eine Wappenfigur geht eigene Wege, Hrsg. Florian Dering und Sandra Uhrig, Münchner Stadtmuseum 1999.
- Steinbänke nach 1900 - Künstler, Stile, Lösungen; Englische Gartenbänke in Deutschland um 1900 und die Folgen; Astwerkmöbel gestern und heute aus Europa und den Adirondacks, in: Bänke in Park und Garten, Hrsg. Peter Nickl, Galerie Handwerk München, Edition Minerva Eurasburg 1998, S. 128-37, S. 138-55, S. 174-89, S. 217–21.
- Das „Columbus-Schiff“ von Theodor Heiden - ein Meisterwerk der Münchener Goldschmiedekunst wiederentdeckt, in: WELTKUNST, Jg. 67, München 1997, S. 1983–85.
- Graham Dry, Beate Dry-von Zezschwitz.Johann Vierthaler (1869–1957), Werkverzeichnis. Ketterer Kunst Verlag, München 1997. ISBN 3-931638-84-7.
- Ludwig Hohlwein als Entwerfer für das Kunstgewerbe, in: Ludwig Hohlwein, 1874–1949, in: Ludwig Hohlwein, 1874–1949: Kunstgewerbe und Reklamekunst, Hrsg. Volker Duvigneau u. a., Münchner Stadtmuseum 1996.
- Farbdruck und Historismus. Ornamentale Stile in der deutschen Buchkunst 1820 bis 1850. In: WELTKUNST, München, Teil I, Bd. 66, Heft 19, 1. Oktober 1996, S. 2234–2237; Teil 2, ebenda, Heft 21, S. 2652–2655.
- Das Bayerische am bayerischen Kunsthandwerk, in: Reizstoffe : 75 Jahre Danner-Stiftung ; Positionen zum zeitgenössischen Kunsthandwerk. Positions of contemporary arts and crafts. Hrsg. Danner-Stiftung, München, Arnoldsche Stuttgart, 1995.
- Tradition und Temperament: Theodor Heiden (1853–1928), ein Meister der Münchener Goldschmiedekunst, in: Schriften des Weserrenaissance-Museums Schloß Brake, Nachtrag, Bd. 8, 1995, hrsg. im Auftr. d. Zweckverb. Weserrenaissance-Museum Schloß Brake von Georg Ulrich Großmann u. Petra Krutisch, S. 33–75.
- Die Wiener Werkstätte 1903–1928. Modernes Kunstgewerbe und sein Weg. Reprint der Originalausgabe, Wien 1928, mit einem Nachwort von Graham Dry, München, Ketterer Kunst Verlag, 1994.
- Deutsche und österreichische Schmuckarbeiten 1900–1960. Beate Dry-v. Zezschwitz, Graham Dry. München, Ketterer Kunst Verlag, 1991. ISBN 3-928371-09-6
- Münchner Schmuck 1900–1940, Hrsg. Danner-Stiftung München, Bayerisches Nationalmuseum München 1990–91.
- Liberty & Co.'s „Nola“ Metalwork: Art Nouveau nickel silver jewellery from Pforzheim, in: The Journal of the Decorative Arts Society 1850 - the Present, No. 14, London 1990, S. 35–42. https://www.jstor.org/stable/i40085232
- Die „Pforte zum Paradies“ in Geislingen, in: Baden-Württemberg - Kultur, Leben, Natur, Heft 2, Karlsruhe 1990, S. 34–40.
- Rheinauer Gartenmöbel: Die vergessenen Jugendstilmöbel von Beißbarth & Hoffmann, in: WELTKUNST, Bd. 59, München 1989, S. 2246–2250.
- Art Nouveau Domestic Metalwork from Württembergische Metallwarenfabrik – The English Catalogue 1906, Woodbridge, 1988.
- Theodor Schmuz-Baudiss; Ludwig Vierthaler, in: Die Meister des Münchner Jugendstils, Hrsg. K. B. Hiesinger, Münchner Stadtmuseum 1988, S. 154-5; 164-5.
- The Development of the bent-wood furniture industry 1869–1914, in: Bent Wood and Metal Furniture 1850–1946, Hrsg. Derek Ostergard, New York, American Federation of Arts, 1987, S. 53–93, 333-41.
- Münchener Stühle aus gebogenem Holz: Bayerns Bugholzmöbelindustrie im 19. und frühen 20. Jahrhundert, in: WELTKUNST, Jg. 57, München 1987, S. 2880–87.
- Der Werkstättengedanke und die Schmuck- und Metallwarenherstellung in München und Dresden um 1900, in: Jahrbuch der Staatlichen Kunstsammlungen Dresden, 1985, S. 151–166.
- Jessie M. King, in: Die Kunst und das Schöne Heim, Thieme Verlag, München, 1984.
- Hans-Günther Reinstein und seine 'Möbel aus Pappe', in: Kunst in Hessen und am Mittelrhein, Bd. 22, Festschrift Erich Herzog, Darmstadt 1982, S. 131–5.
- J. & J. Kohn. Bugholzmöbel – Der Katalog von 1916. Einleitung v. Graham Dry. Verlag Dry, München 1980.
- Robert Bevan, 1865–1925: Catalogue raisonné of the lithographs and other prints, Maltzahn Gallery, London 1968.